# 如愿 (单曲)
《如愿》是香港歌手王菲在2021年发布的一首单曲，这首歌是中国共产党建党100周年献礼片《我和我的父辈》主题推广曲。

## 背景
王菲继电影《我和我的祖国》后，再次为“国庆三部曲”献唱，用空灵的音色和独特唱腔将影片中四个不同时代一辈的人生故事娓娓道来。
作曲人钱雷称，为演唱这首歌，王菲在录制时仔细斟酌每一句歌词以达到最完美的效果。
在《和国家一级演员王菲一起爱国是什么体验？》采访中，钱雷讲道，在录音过程中王菲很“随和”、“真实”、“敬业”，不摆架子，还有趣。钱雷认为王菲的嗓音给这首歌增加了很多真实的、感人的感情。作詞人唐恬则评价道：“这首歌无论词曲编都属于偏正向的燃情的风格，但王菲老师细腻的声音让它变得更美了，加了留白的想象空间。听她唱这首歌就像被‘温柔一击’，让人瞬间破防。”

## 影响
《如愿》被《人民日报》等媒体评为「2021年度十大BGM」。
2022年国庆节之际，人民日报、央视网、央视军事等媒体盘点“10首歌走过73年”，《如愿》与《我和我的祖国》《没有共产党就没有新中国》《英雄赞歌》《义勇军进行曲》《祖国不会忘记》《我的中国心》《七子之歌》《我和你》《我爱这蓝色的海洋》入选。
《如愿》被中国官媒广泛用作背景音乐。新华社、中国中央电视台、人民日报等，以该曲为主题出品众多视频进行政治宣传，如迎志愿军遗骸回国、庆祝国庆节、抗美援朝纪念日、致敬空军、庆祝建军节、致敬文艺工作者、清明节致敬先辈等 
2024年11月，知名博主李子柒时隔近三年再度一日内连更三条视频。第三条以制作蜀锦为题视频结尾，李子柒自弹自唱《如愿》，并附文表示该歌曲是灵感来源：“因为想唱这首歌，所以才做了一朵绽放于蜀锦之上的绒花”，并表示以歌曲表达对观众的美好祝愿。人民日报以“李子柒演唱的《如愿》配上国之重器，感动又振奋”为题，发布视频宣传嫦娥六号、南极秦陵站、福建舰等“国之重器”。
2025年1月，美国One Voice儿童合唱团在北京天坛翻唱《如愿》的视频走红。中华人民共和国外交部发言人郭嘉昆在外交部例行记者会上就记者提问表示，该视频被广泛传播证明了“加强中美人文交流是得人心、顺民意的”。

## 获奖纪录
| 年份   | 颁奖礼           | 奖项                 | 结果 |
| 2021年 | 亚洲流行音乐大奖 | 最佳影视歌曲（华语） | 提名 |
| 2021年 | 亚洲流行音乐大奖 | 年度TOP20金曲        | 獲獎 |
| 2022年 | 第29届东方风云榜 | 十大金曲             | 獲獎 |